# Taromenane
Els Taromenane són un grup humà indígena no contactat que viuen al Parc nacional Yasuní, situat en la conca amazònica equatoriana. Junts als tagaeri conformen els dos últims grups coneguts de grups indígenes que viuen en aïllament voluntari a la selva equatoriana. Es creu que aquestes comunitats estan llunyanament emparentades amb els waorani. Viuen en la selva amazònica.
S'estima que existeixen uns 150 a 300 taromenanes i uns 20 a 30 tagaeris, que encara mantenen el nomadisme a les pluviselves, practicant la seva cultura ancestral. Aquestes xifres són incertes.
Els Taromenanes han estat recentment sota amenaça de l'explotació petroliera i la tala il·legal al Parc nacional Yasuní. El 15 de febrer de 2008, autoritats del l'Equador van acordar investigar un reporti que indicava que cinc membres dels Taromenanes i Tagaeris van ser assassinats per taladors il·legals, no obstant això no s'ha arribat a cap conclusió per part de l'Estat equatorià.
El 30 de març de 2013, un grup de 20 a 30 taromenanes van morir a les mans d'un grup de Huaorani, en venjança per la mort de parents d'ells.